# Wydział Ogrodnictwa i Architektury Krajobrazu Uniwersytetu Przyrodniczego w Lublinie
Wydział Ogrodnictwa i Architektury Krajobrazu Uniwersytetu Przyrodniczego w Lublinie – jeden z sześciu wydziałów Uniwersytetu Przyrodniczego w Lublinie. Jego siedziba znajduje się przy ul. Akademickiej 13 w Lublinie.

## Struktura
Opracowano na podstawie materiału źródłowego:
- Katedra Botaniki
  - Zakład Aerobiologii
  - Zakład Biologii Roślin
- Katedra Fizjologii Roślin
- Katedra Ochrony Roślin
  - Zakład Entomologii
  - Zakład Fitopatologii i Mykologii
  - Zakład Metod Ochrony Roślin
- Katedra Projektowania i Konserwacji Krajobrazu
- Katedra Roślin Ozdobnych, Dendrologii i Architektury Krajobrazu
- Katedra Sadownictwa i Szkółkarstwa
  - Pracownia Enologii
- Katedra Uprawy i Żywienia Roślin
- Katedra Warzywnictwa i Roślin Leczniczych
  - Laboratorium Jakości Warzyw i Surowców Zielarskich

## Kierunki studiów
Wydział oferuje studia na następujących kierunkach:
- ogrodnictwo
- architektura krajobrazu
- medycyna roślin
- zielarstwo i terapie roślinne

## Władze
Władze w kadencji 2016–2020:
- dziekan: prof. dr hab. Zenia Michałojć
- prodziekan: dr hab. Bożena Denisow